# رية
ريّة (بالإسبانية: Rayya)‏ هي إحدى الكور التي كانت تتشكل منها الدولة الأموية في الأندلس، وقاعدتها ومنزل ولاتها كانت مدينة أرشذونة ومن مدنها مالقة ومربلة وببشتر. وقد ذكر الحميري أنها كانت منزل جند الأردن بعد فتح الأندلس.